# Руський Юрмаш
Ру́ський Юрма́ш (рос. Русский Юрмаш, башк. Урыҫ-Юрмаш) — село у складі Уфимського району Башкортостану, Росія. Адміністративний центр Русько-Юрмаської сільської ради.
Населення — 1198 осіб (2010; 1120 в 2002).
Національний склад:
- росіяни — 65 %